# بلک‌ادر: گذشته و آینده
بلک‌ادر: گذشته و آینده (انگلیسی: Blackadder: Back & Forth) فیلمی در ژانر علمی تخیلی و کمدی به کارگردانی پل ویلند است که در سال ۱۹۹۹ منتشر شد.

## بازیگران
- روآن اتکینسون
- تونی رابینسون
- استیون فرای
- هیو لوری
- تیم مک‌اینرنی
- میراندا ریچاردسون
- ریک مایال
- کیت ماس
- کالین فرث